# Огородов, Геннадий Васильевич
Огородов Геннадий Васильевич (1 декабря 1907 года — 15 января 1988 года) — художник. Заслуженный работник культуры БАССР (1964). Член Союза художников (1937). Участник Великой Отечественной войны.

## Биография
Огородов Геннадий Васильевич родился 1 декабря 1907 года в  Николаевской слободе Астраханской губернии.  В 1920 году семья Огородовых переезжает в Уфу.
В 1930 году Геннадий Васильевич  окончил Саратовский художественно-промышленный техникум (педагог П.С.Уткин). По окончании техникума там же преподавал до 1932 года.  В 1938 году окончил Башкирское театрально-художественное училище.
С  1933 года  работал в Башкирском центральном краевом музее, с 1935 года - в Башкирском художественном фонде,  в 1936-1938  годах — в Башкирском государственном художественном музее.
Огородов Геннадий Васильевич был  организатором Уфимского филиала Объединения молодёжи (1926),  Ассоциации художников революционной России и Уфимского городского союза советских художников (1937).
Участник Великой Отечественной войны. С 1941 по 1946 год - командир взвода.
В 1949-1979 годах руководил народной студией изобразительного искусства ДК им. М.И.Калинина.
Работы художника находятся в коллекции БГХМ в Уфе, в Уфимской художественной галерее, в Нижневартовской картинной галерее, в частных собраниях в России и за рубежом.

## Ученики
Учениками Г. Огородова были  художники В.Э.Меос, В.Н.Пегое, П.Багин, Т.Булавина, Ю.М.Ракша, Г.Сысолятин, А.Шестак (Москва), Н.Полякова (С.-Петербург), Н.Селиков (г.Новгород).

## Выставки
Огородов Геннадий Васильевич  - участник выставкок: «Художники Башкирии за 20 лет» (1939), выставка произведений художников Башкирии (1946, 1949, 1953) в Уфе; произведений художников периферии (1940), «Молодые художники РСФСР» (1941) в Москве; работ художников шести автономных республик в Казани (1947) и других.
Персональная выставка в Уфе (1980).
Выставка в галерее «Ижад» в Уфе «Г. В. Огородов и его ученики» (2008).

## Основные работы
«Портрет матери», «Портрет А.Э.Тюлькина» (1958); «День уходящий» (1965); «Лето в Миньяре», (1973),  «Мужской портрет» ( 1935), «Память» (1966), «Портрет сына», "Вечерний Урал".
«Солдат» (1945), «В окопе»  (1946); «Фронтовая дорога» (1944),  «Бетховен» (1970).

## Награды и звания
Заслуженный работник культуры БАССР (1964)
Заслуженный художник Башкирской ССР.
Орден Красной Звезды.